# Cresseveuille
Cresseveuille est une commune française située dans le département du Calvados en région Normandie, peuplée de 255 habitants.

## Géographie

### Hydrographie
La commune est située dans le bassin Seine-Normandie. Elle est drainée par l'Ancre, le cours d'eau 08 du Moulin, le ruisseau du Vaudeuil et le ruisseau de Caudemuche,,.
L'Ancre, d'une longueur de 17 km, prend sa source dans la commune d'Annebault et se jette  dans la Dives à Varaville, après avoir traversé neuf communes. 

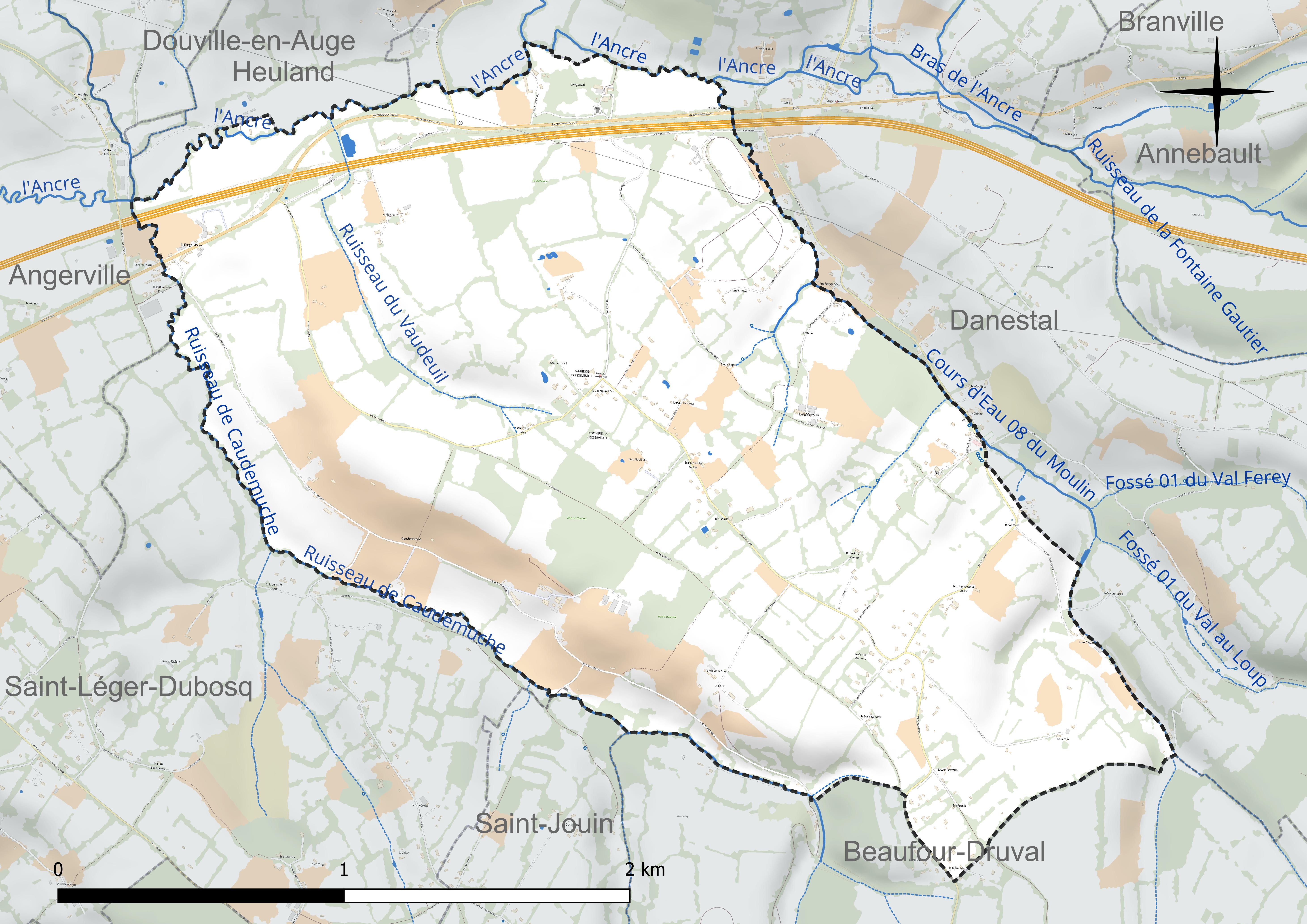
Réseau hydrographique de Cresseveuille.

### Climat
Pour des articles plus généraux, voir Climat de la Normandie et Climat du Calvados.
En 2010, le climat de la commune est de type climat océanique franc, selon une étude du CNRS s'appuyant sur une série de données couvrant la période 1971-2000. En 2020, Météo-France publie une typologie des climats de la France métropolitaine dans laquelle la commune est exposée à un climat océanique et est dans la région climatique  Normandie (Cotentin, Orne), caractérisée par une pluviométrie relativement élevée (850 mm/a) et un été frais (15,5 °C) et venté. Parallèlement le GIEC normand, un groupe régional d'experts sur le climat, différencie quant à lui, dans une étude de 2020, trois grands types de climats pour la région Normandie, nuancés à une échelle plus fine par les facteurs géographiques locaux. La commune est, selon ce zonage, exposée à un « climat contrasté des collines », correspondant au Pays d'Auge, Lieuvin et Roumois, moins directement soumis aux flux océaniques et connaissant toutefois des précipitations assez marquées en raison des reliefs collinaires qui favorisent leur formation.
Pour la période 1971-2000, la température annuelle moyenne est de 10,4 °C, avec  une amplitude thermique annuelle de 12,8 °C. Le cumul annuel moyen de précipitations est de 840 mm, avec 13 jours de précipitations en janvier et 8,2 jours en juillet. Pour la période 1991-2020, la température moyenne annuelle observée sur la station météorologique la plus proche, située sur la commune de Deauville à 14 km à vol d'oiseau, est de 0,0 °C et le cumul annuel moyen de précipitations est de 0,0 mm. Pour l'avenir, les paramètres climatiques de la commune estimés pour 2050 selon différents scénarios d'émission de gaz à effet de serre sont consultables sur un site dédié publié par Météo-France en novembre 2022.

## Urbanisme

### Typologie
Au 1er janvier 2024, Cresseveuille est catégorisée commune rurale à habitat dispersé, selon la nouvelle grille communale de densité à 7 niveaux définie par l'Insee en 2022.
Elle est située hors unité urbaine. Par ailleurs la commune fait partie de l'aire d'attraction de Dives-sur-Mer, dont elle est une commune de la couronne,. Cette aire, qui regroupe 12 communes, est catégorisée dans les aires de moins de 50 000 habitants,.

### Occupation des sols
L'occupation des sols de la commune, telle qu'elle ressort de la base de données européenne d'occupation biophysique des sols Corine Land Cover (CLC), est marquée par l'importance des territoires agricoles (100 % en 2018), une proportion identique à celle de 1990 (100 %). La répartition détaillée en 2018 est la suivante : 
prairies (92,6 %), zones agricoles hétérogènes (4,8 %), terres arables (2,5 %). L'évolution de l'occupation des sols de la commune et de ses infrastructures peut être observée sur les différentes représentations cartographiques du territoire : la carte de Cassini (XVIIIe siècle), la carte d'état-major (1820-1866) et les cartes ou photos aériennes de l'IGN pour la période actuelle (1950 à aujourd'hui).

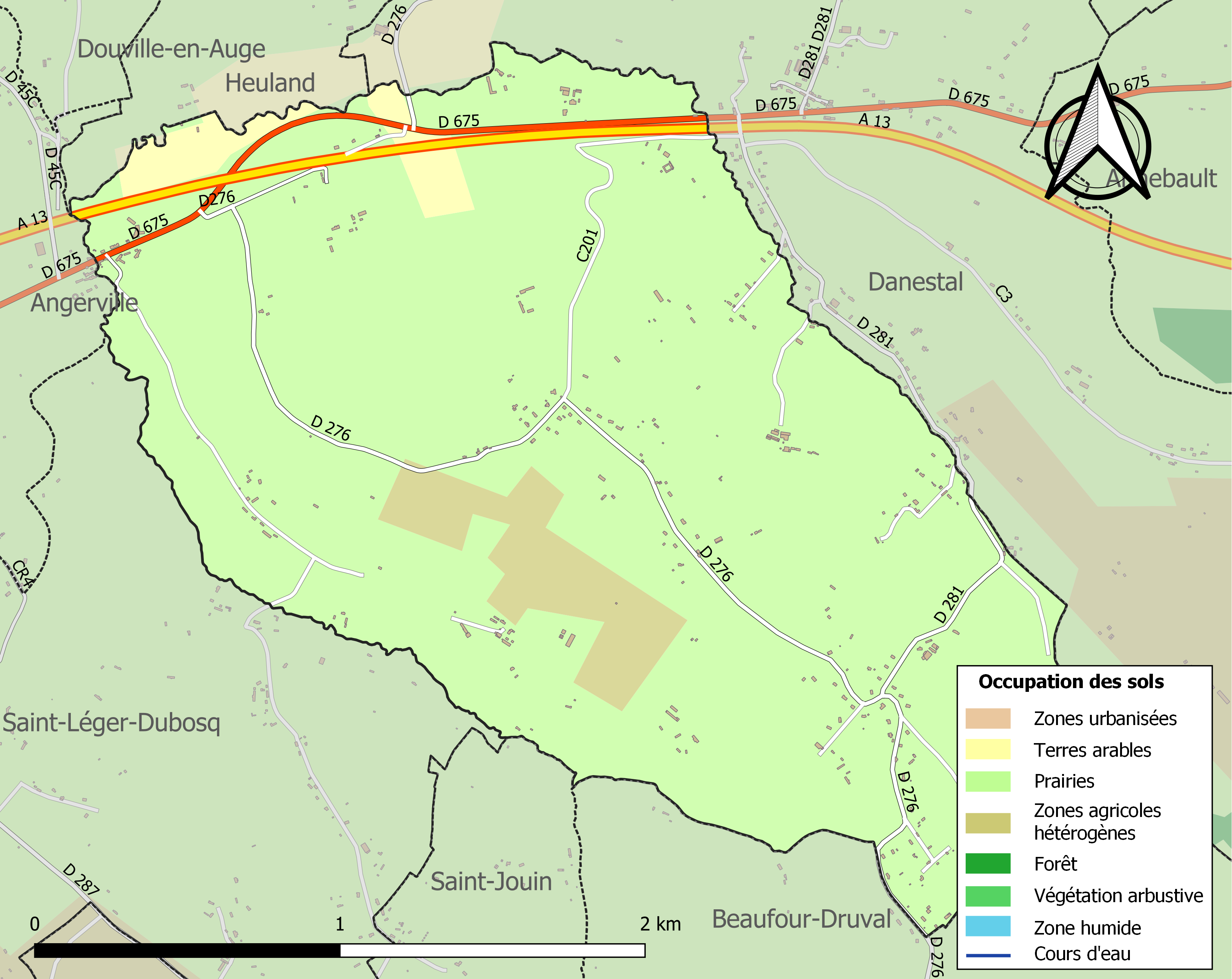
Carte des infrastructures et de l'occupation des sols de la commune en 2018 (CLC).

## Toponymie
Le nom de la localité est attesté sous la forme Cresseveula en 1350, puis Cresseveulle dès 1668 jusqu'au XIXe siècle. Elle est réunie en 1827 au Caudemuche.
Il s'agit d'un composé toponymique d'origine norroise ou anglo-scandinave. L'élément -veul- avec cette phonétique se retrouve dans Veules-les-Roses (Seine-Maritime, Wellas en 1025, désignant à la fois le fleuve côtier et la commune), il remonte au scandinave vella ou à l'anglo-saxon wella « source » (> anglais moderne well « puits »). Cresseveuille est probablement issu d'une forme *Cressewella, non attestée en l'état de nos sources, car à l'époque de la mention Cresseveula, le passage de [w] à [v] était déjà effectué en normand septentrional (il a eu lieu au XIIe siècle). L'élément well est fréquent dans la toponymie normande et il revêt différents aspects phonétiques, à savoir : la plus courante -vel(le) (Jersey, Moulin de Quétivel ; Seine-Maritime, Moulin de Quenarvelle en 1539 ; nombreux Caquevel), -ouelle (Rouelles, Seine-Maritime, Rodewella 1035 ; Fontaine de Mirouel, Exmes, Orne), voire -gueule (le Radegueule, affluent de la Béthune, Seine-Maritime, Radevele XIIe siècle, le passage de [w] à [g] est de type français. Cf. aussi Radwell, Angleterre). L'altération en -veuille, dans le cas de Cresseveuille, est probablement liée à l'attraction du subjonctif veuille du verbe vouloir.
Le premier élément est plus incertain. Il est possible qu'il s'agisse du mot cress « cresson », à la fois terme d'ancien scandinave et de vieil anglais (> anglais cress « cresson »), le mot français remonte également au germanique.
Le sens global serait donc « rivière au cresson », le toponyme actuel se référant à l'origine au ruisseau du Vaudeuil (peut-être issu d'un *val de veule). On note que Cresseveuille se superpose exactement au toponyme anglais Creswell (Derbyshire, Cressewell 1176) et différents autres Cresswell du Royaume-Uni.
Le toponyme actuel se réfère à l'origine au ruisseau du Vaudeuil (peut-être issu d'un *val de veule).

## Histoire
Administration ecclésiastique ancienne
Cresseveuille faisait partie du doyenné de Beuvron, de l'archidiaconé d'Auge et du diocèse de Lisieux. Elle était placée sous le patronage de l'abbaye du Val-Richer. L'église est placée sous le patronage de Notre-Dame.
Administration civile ancienne
Cresseveuille faisait partie de la sergenterie de Beuvron, de l'élection de Pont-l'Évêque et de la généralité de Rouen.
- 1721 : Voici un extrait du registre paroissial de l'église :

« Le Lundy cinquieme may audit an 1721 le fils de jean gemare nommé jean aagé environs de dix huit ans a été inhumé dans le cymetiere
au pied de la croix lapres midi sur les quattres heures il etoit mort dans la nuit uenant au samedy dernier passé et l'enterrement en
a été differé pour que le corps fût visité par messieurs de la justice etant le dit gemare fils decedé pour coups et blessures
receües en la tete et aux corps et ce a bonnebos ou il demeurait en seruiteur. »
- 1757 : le curé de Cresseveuille évoque sur le registre l'attentat de Robert François Damiens.

« Le cinquieme jour de Janvier 1757 Loüis quinze roi de France et de navarre sur les six à sept heures du soir fut frappé d'un coup de Couteau sous la quatrieme côte du côté droit, par un nommé Damiens dont sa majesté à esté heuresement guerie. Damiens apres avoir esté detenu dans la tour de Mongommery sur un lit de fer et dans les chaines à esté fait mourir son supplice a esté executé dans le mois de mars de la même année on a commencé par lui bruler le poignet dont il avait frappé le Roy ensuite tenaillé apres quoi tiré à quatre chevaux le boureau voyant que les quatre ne suffisoient point en a fait mettre encore quatre ; il est mort dans une patience fort constante sans vouloir dénoncer aucun complice de son crime. »
Cette mention est entièrement barrée sur la source, preuve du caractère inhabituel d'une telle mention sur un registre paroissial.
- 1764 : Marin Lecoq, collecteur porte-bourse de la paroisse pour l'année 1763, chargé de collecter la taille auprès des habitants est emprisonné à la prison de Pont-l'Évêque à la requête du receveur des tailles le 10 septembre 1764 : le collecteur aurait négligé de verser à ce dernier la somme de 415 livres. L'assemblée des habitants de Cresseveuille, réunie après la messe le 7 octobre 1764, afin d'éviter les frais consécutifs au procès de Marin Lecoq (le collecteur étant généralement désigné par cette assemblée) et au recouvrement de la dette de la paroisse (le tout s'élevant à 1 200 livres) désigne six de ses principaux habitants à savoir Pierre Neel, Michel Delaplanche, Guillaume Gemare, Guillaume Jehenne, Marin Dufresne et Jean Pierre Jehenne pour effectuer l'avance de la somme due au receveur. L'assemblée de Cresseveuille se désolidarise ainsi de son collecteur qui, à défaut de rétablir la somme dans la quinzaine, sera considéré comme « rétensionnaire des deniers du Roy » s'exposant à une « punition corporelle » et exposant la communauté à un onéreux recouvrement de force[23].
- 1765 : Le registre paroissial évoque laconiquement ce fait divers :

« Le mardi matin avant le jour 4e Juin 1765 Jacques Tesson fermier de Mr de Cavelande a esté tué par les employez au sel à varaville et ont emporté son cadavre à Caen ou il a esté inhumé la visite faite : y recours en cas de besoin. »

## Politique et administration
Le nombre d'habitants, au dernier recensement, étant compris entre 100 et 499, le nombre de membres du conseil municipal est de 11.

## Démographie
L'évolution du nombre d'habitants est connue à travers les recensements de la population effectués dans la commune depuis 1793. Pour les communes de moins de 10 000 habitants, une enquête de recensement portant sur toute la population est réalisée tous les cinq ans, les populations de référence des années intermédiaires étant quant à elles estimées par interpolation ou extrapolation. Pour la commune, le premier recensement exhaustif entrant dans le cadre du nouveau dispositif a été réalisé en 2005.
En 2022, la commune comptait 255 habitants, en évolution de −2,3 % par rapport à 2016 (Calvados : +1,58 %, France hors Mayotte : +2,11 %).
Cresseveuille a compté jusqu'à 385 habitants en 1836, mais les deux communes de Cresseveuille et du Caudemuche fusionnées en 1827 totalisaient 426 habitants (345 et 81) au premier recensement républicain, en 1793.
| 1793 | 1800 | 1806 | 1821 | 1831 | 1836 | 1841 | 1846 | 1851 |
| ---- | ---- | ---- | ---- | ---- | ---- | ---- | ---- | ---- |
| 345  | 291  | 326  | 274  | 359  | 385  | 350  | 351  | 338  |

| 1856 | 1861 | 1866 | 1872 | 1876 | 1881 | 1886 | 1891 | 1896 |
| ---- | ---- | ---- | ---- | ---- | ---- | ---- | ---- | ---- |
| 300  | 337  | 332  | 286  | 293  | 265  | 280  | 257  | 247  |

| 1901 | 1906 | 1911 | 1921 | 1926 | 1931 | 1936 | 1946 | 1954 |
| ---- | ---- | ---- | ---- | ---- | ---- | ---- | ---- | ---- |
| 228  | 217  | 217  | 194  | 185  | 183  | 167  | 199  | 220  |

| 1962 | 1968 | 1975 | 1982 | 1990 | 1999 | 2005 | 2006 | 2010 |
| ---- | ---- | ---- | ---- | ---- | ---- | ---- | ---- | ---- |
| 194  | 183  | 138  | 128  | 167  | 212  | 271  | 272  | 279  |

| 2015 | 2020 | 2022 | - | - | - | - | - | - |
| ---- | ---- | ---- | - | - | - | - | - | - |
| 262  | 252  | 255  | - | - | - | - | - | - |

## Culture locale et patrimoine

### Lieux et monuments
- Église de l'Assomption de Notre-Dame. Les parties les plus anciennes de l'église datent du XIIIe siècle. Le chœur remanié au XIXe siècle est du XVIIe siècle.

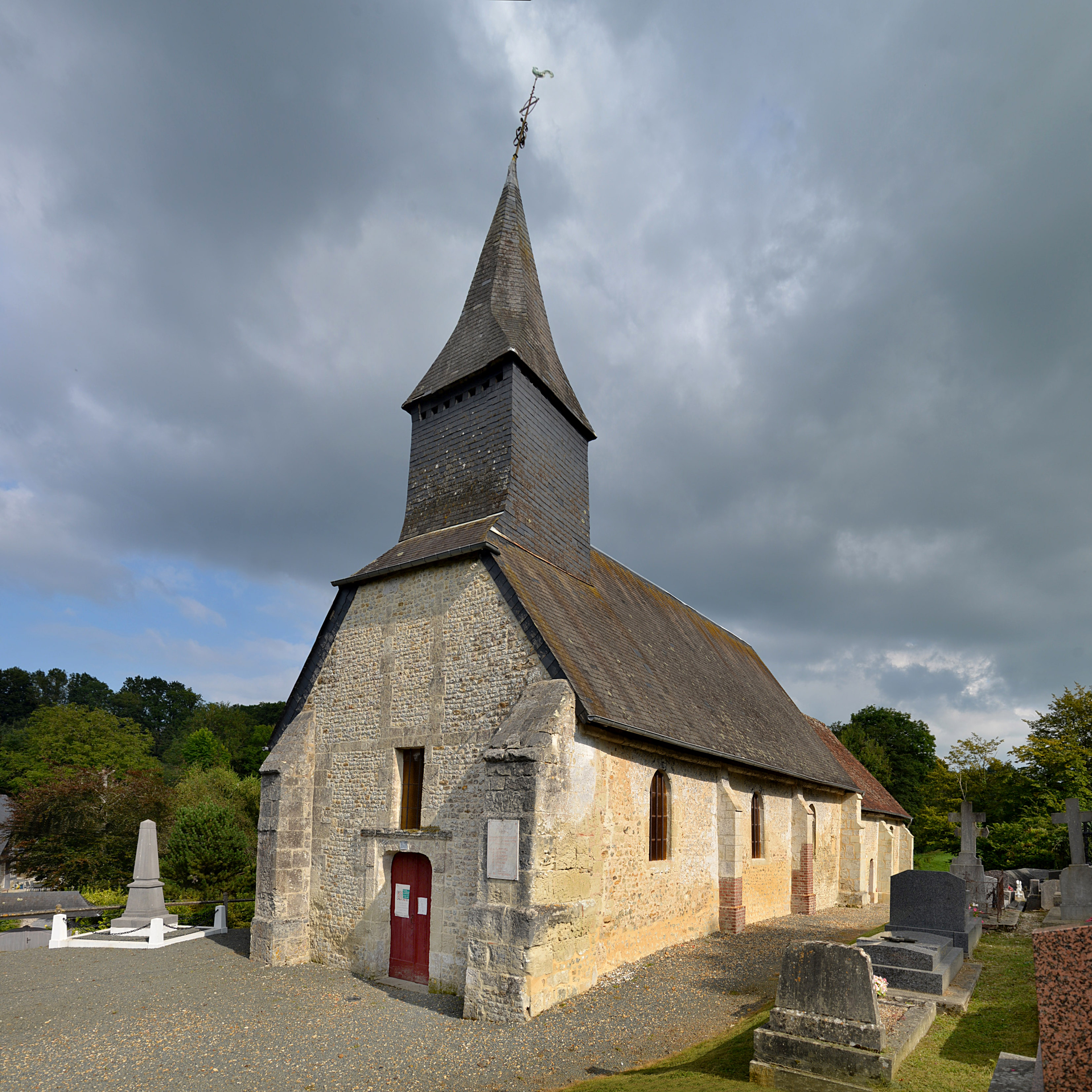
L'église de l'Assomption de Notre-Dame, vue du Sud-Ouest …
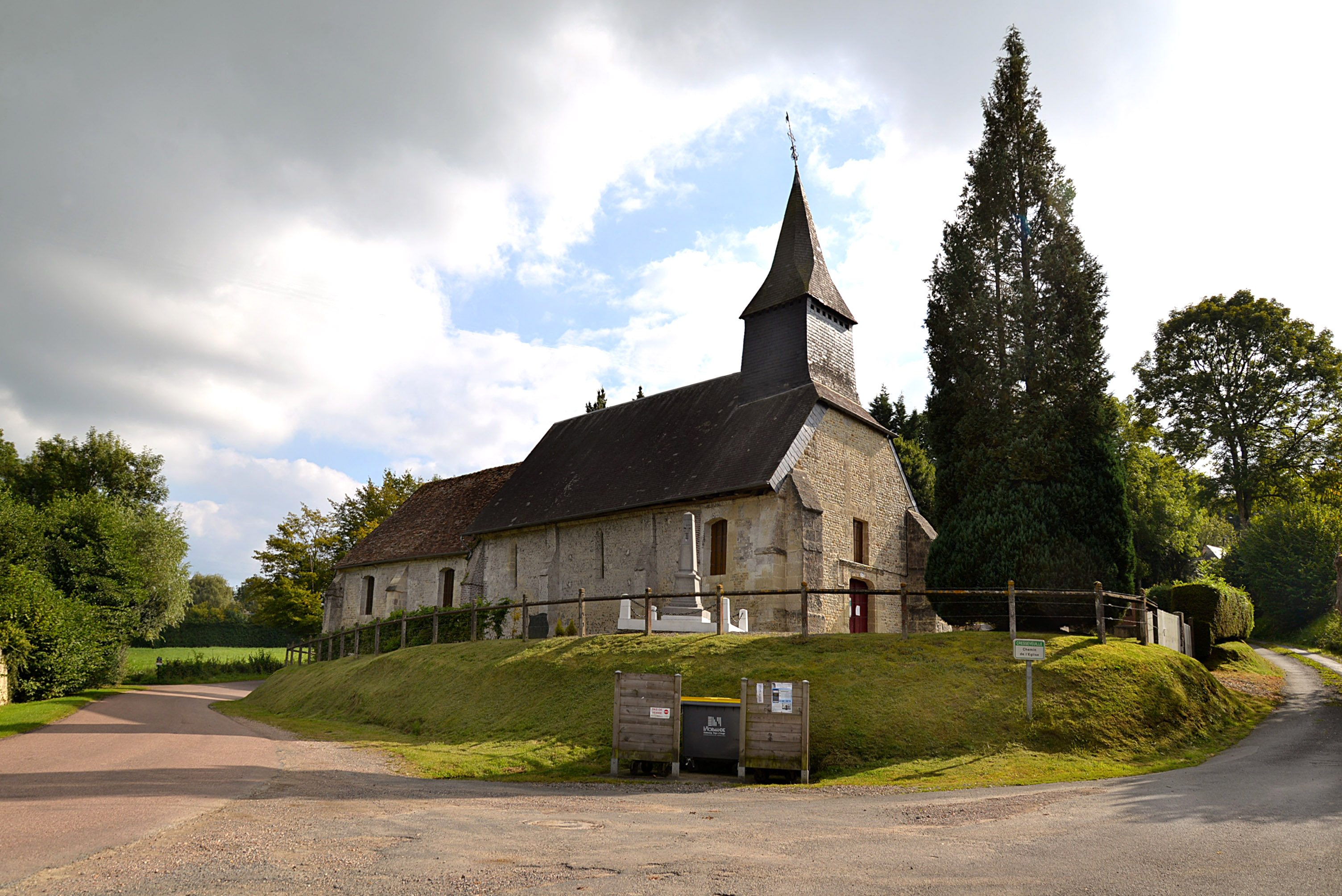
… du Nord-Ouest …
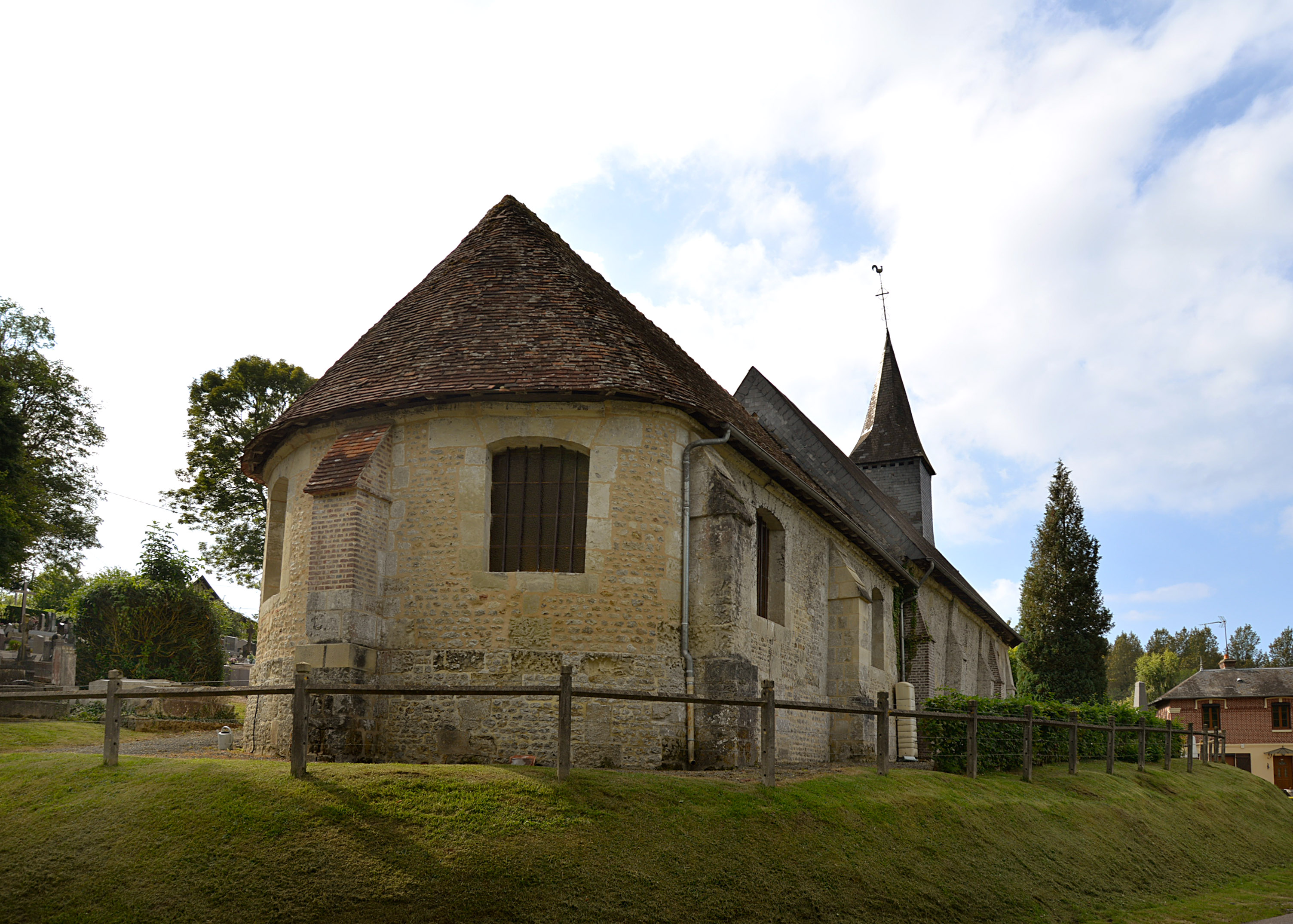
… du Nord-Est …
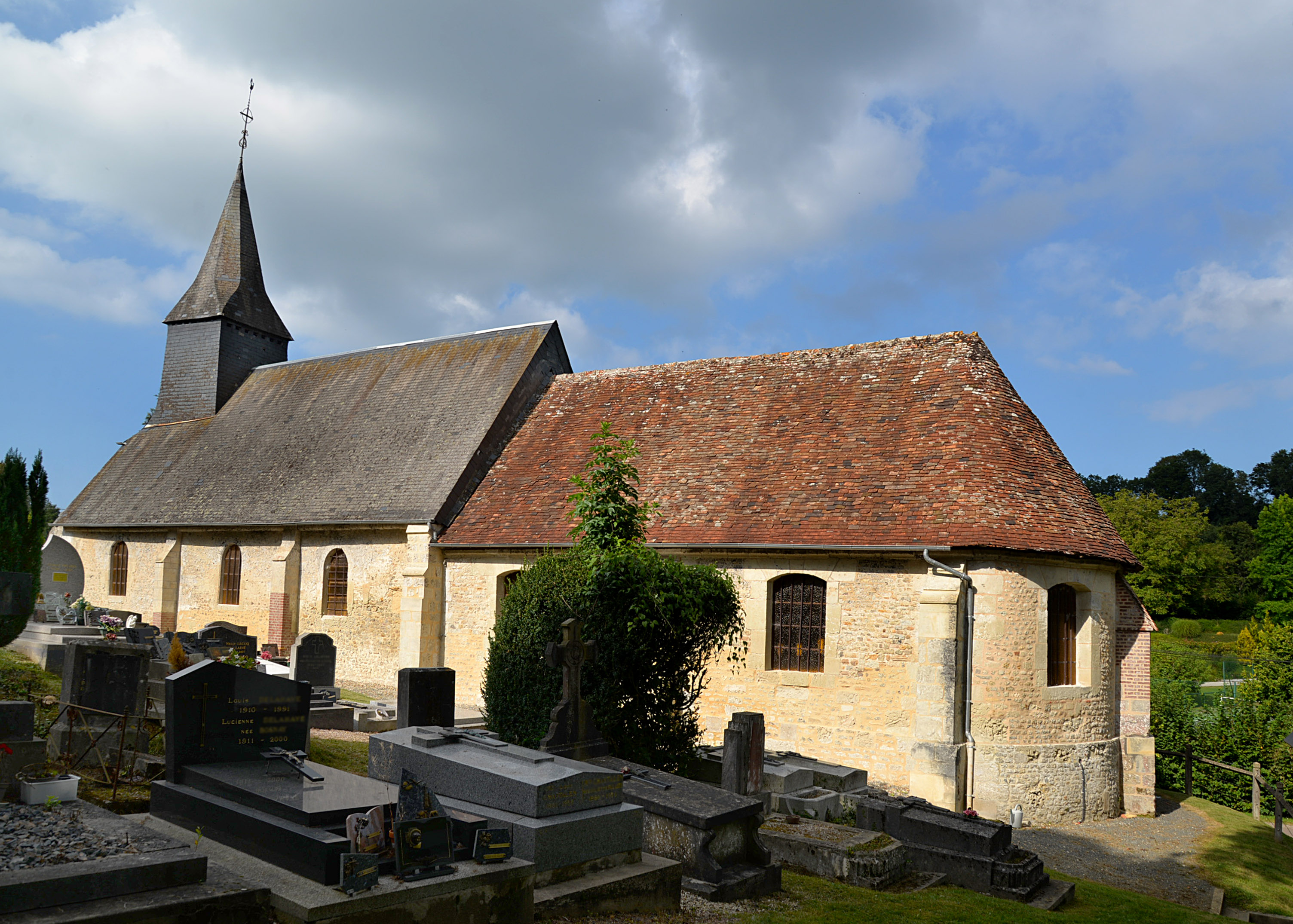
… et du Sud-Est.

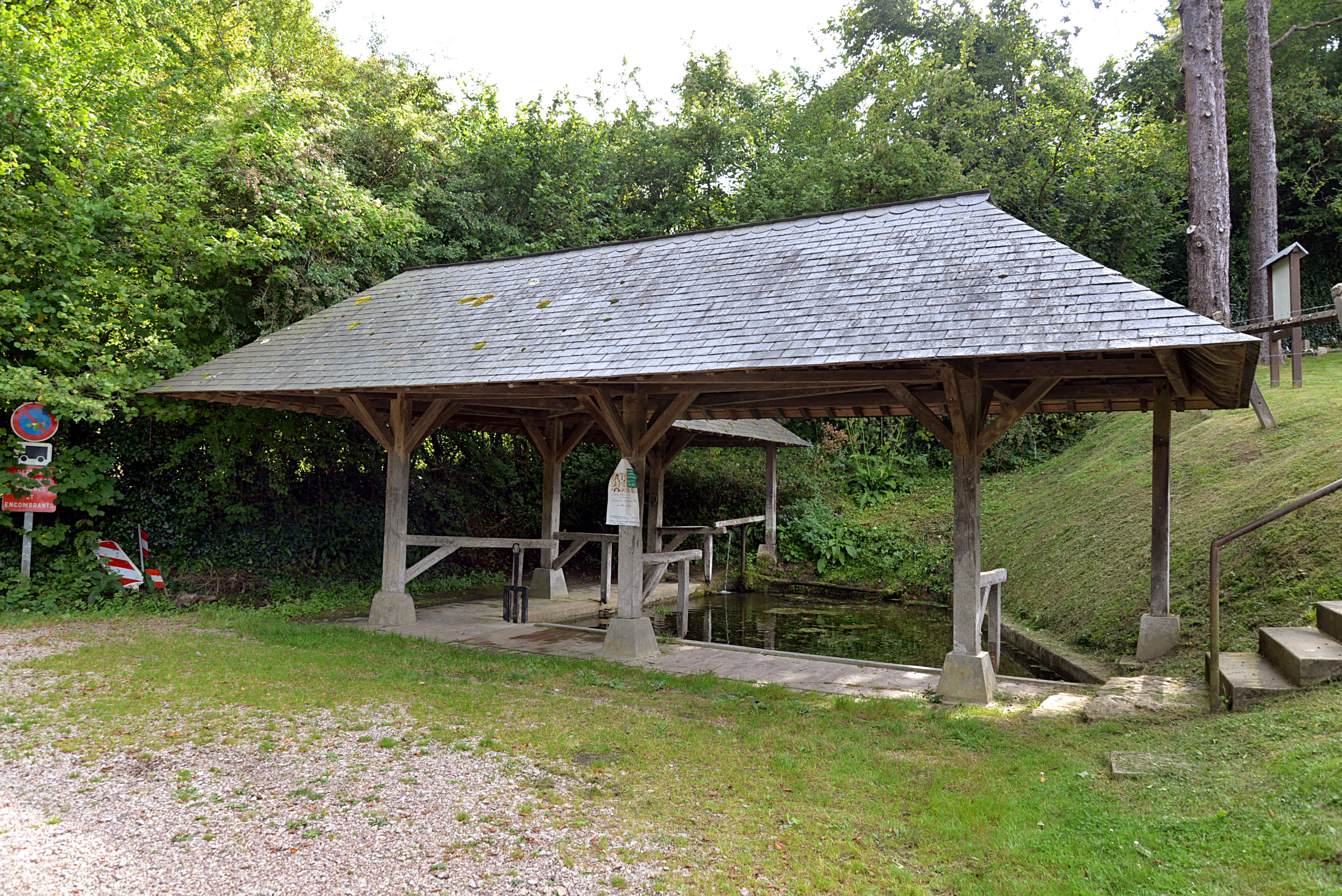
Le lavoir.
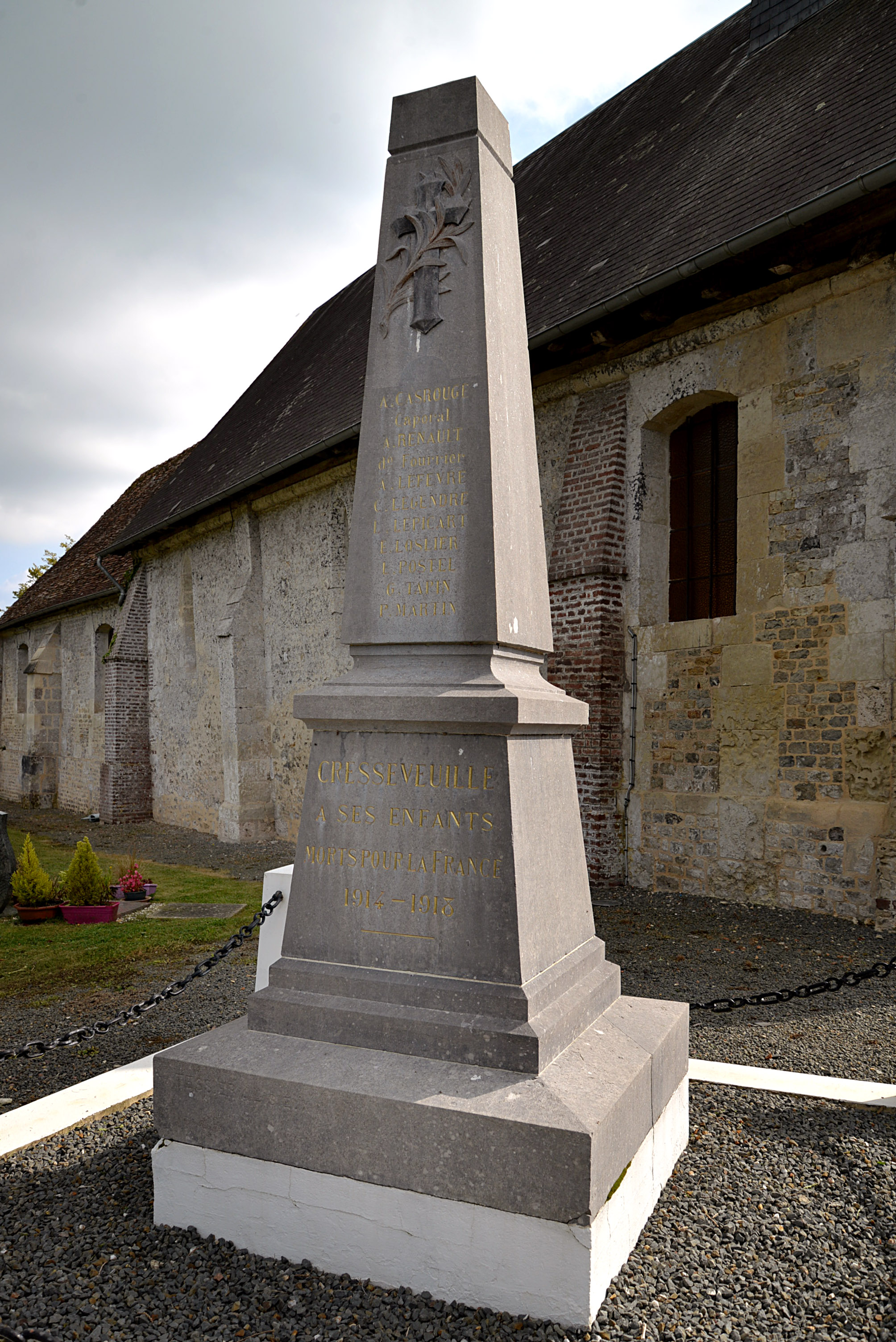
Le monument aux morts.

### Personnalités liées à la commune
- Serge Gainsbourg et Jane Birkin y ont possédé une maison de villégiature dans les années 1970[31]. Il s'agit de l'ancien presbytère de Cresseveuille que l'actrice anglaise a acheté en 1975 avec le cachet du film La Moutarde me monte au nez, et qu'elle a ensuite transformé en cottage. Leur fille Charlotte déclare en avoir d'importants souvenirs, notamment avec sa sœur Kate Barry[32].

### Héraldique
| Blason de Cresseveuille | Blason  | De gueules à la fasce ondée d'argent chargée d'une fasce ondée d'azur, accompagnée de deux léopards d'or, armés et lampassés d'azur, à trois bottes de cresson de sinople, liées de gueules, rangées en fasce et brochant sur les fasces. |
| Blason de Cresseveuille | Détails | Les bottes de cresson et la fasce ondée d'azur évoquent le nom de la commune (Cresseveuille signifierait la rivière au cresson). Les deux léopards d'or rappellent les armoiries de la Normandie. Créé par JF Binon.                      |